# Newell A. George

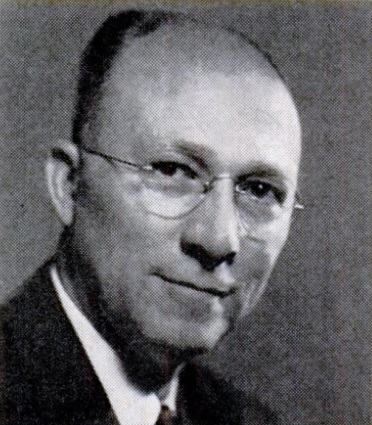
Newell A. George (1959)

Newell Adolphus George (* 24. September 1904 in Kansas City, Missouri; † 22. Oktober 1992 in Kansas City, Kansas) war ein US-amerikanischer Politiker. Zwischen 1959 und 1961 vertrat er den zweiten Wahlbezirk des Bundesstaates Kansas im US-Repräsentantenhaus.

## Werdegang
Newell George besuchte die öffentlichen Schulen in Kansas City (Kansas), die Wentworth Military Academy in Lexington und das Park College in Parkville. Anschließend studierte er an der juristischen Fakultät der University of Kansas City und an der National University in Washington, D.C. Jura. 1935 wurde er in Washington und im Jahr 1941 in Kansas als Rechtsanwalt zugelassen. Danach begann er in Kansas City (Kansas) in seinem neuen Beruf zu arbeiten.
Politisch war George Mitglied der Demokratischen Partei. In den Jahren 1933 und 1934 war er Mitarbeiter im Stab von US-Senator George McGill. Von 1941 bis 1945 war er Anwalt für die Arbeitsbeschaffungsbehörde (Office of Employment Security). Zur gleichen Zeit war er juristischer Berater der für den Kriegseinsatz einberufenen Kommission zur Wehrerfassung (War Manpower Commission). Zwischen 1947 und 1953 arbeitete George für die Sozialversicherung der Bundesregierung. Danach war er von 1953 bis 1958 Mitarbeiter des Bezirksstaatsanwalts im Wyandotte County in Kansas. Im Jahr 1960 war er Delegierter zur Democratic National Convention, auf der John F. Kennedy als Präsidentschaftskandidat der Partei nominiert wurde.
Bei den Kongresswahlen des Jahres 1958 wurde George im zweiten Distrikt von Kansas in das US-Repräsentantenhaus in Washington gewählt. Dort trat er am 3. Januar 1959 die Nachfolge von Errett P. Scrivner von der Republikanischen Partei an. Da er aber im Jahr 1960 nicht bestätigt wurde, konnte er bis zum 3. Januar 1961 nur eine Legislaturperiode im Kongress absolvieren. Zwischen 1961 und 1968 war George Bundesstaatsanwalt für den Distrikt Kansas. Er verbrachte seinen Lebensabend in Kansas City (Kansas), wo er im Jahr 1992 verstarb.